# Conseil d'État de Ceylan
Conseil législatif de Ceylan Parlement de Ceylan (en)
Le Conseil d'État de Ceylan est une législature Unicamérale représentant la colonie de Ceylan (maintenant Sri Lanka) et établie en 1931 par la constitution Donoughmore (en). Le Conseil d'État était alors le premier organe politique représentant la colonie avec des membres élus au suffrage universel.
Seulement deux Conseils d'État seront élus au cours de son existence en 1931 et en 1936. En 1947, la constitution Soulbury (en) remplace le Conseil d'État par le Parlement de Ceylan (en) dans le processus de développement constitutionnel de la colonie menant à son indépendance le 4 février 1948.

## Histoire
En raison des demandes des Ceylanais pour une réforme constitutionnelle, une commission royale est mise en place par les autorités britanniques avec le comte de Donoughmore à sa tête. La commission Donoughmore arrive dans la colonie en 1927. Dans son rapport, la commission propose des réformes qui seront implantées sous le nom de Constitution Donoughmore (en) qui en résulte avec l'abolition du Conseil législatif de Ceylan en tant que législature de la colonie et est remplacé par le Conseil d'État en 1931.
La structure du Conseil d'État était expérimentale et était basée sur le fonctionnement du London County Council. Le Conseil d'État fonctionnait avec à la fois les pouvoirs d'un exécutif et d'un législatif, avec sept comités ayant des fonctions exécutives. Chacun de ces comités était représenté par des membres nommés par le Conseil d'État et est présidé par un membre élu et considéré comme un ministre. Les ministres ceylanais composent un cabinet ministériel composé également de trois dignitaires britanniques avec le rang de ministre pour les domaines de la Défense, des Affaires étrangères, des Finances et des Affaires juridiques.
La Constitution Donoughmore n'a pas été considérée comme un grand succès et les ambitions de la colonie pour l'établissement d'une nouvelle réforme constitutionnelle. Une nouvelle commission est formée avec le vicomte Soulbury à sa tête. Arrivée dans la colonie en 1944, la Commission Soulbury (en) rédige un rapport qui, avec sa mise en place, abolit le Conseil d'État par le Parlement de Ceylan (en) avec l'élection de 1947. Les négociations entre le nouveau gouvernement ceylanais élu et les Britanniques et l'indépendance avec le statut de Dominion en 1948.

## Composition

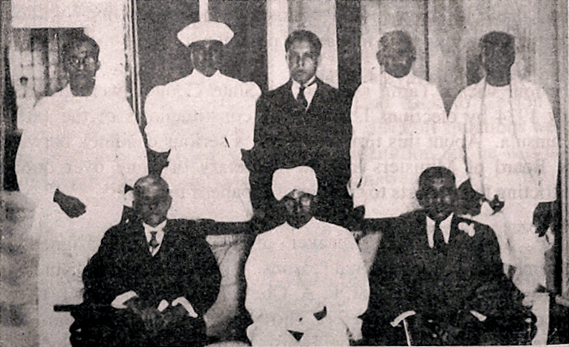
Ministre du second Conseil d'État de Ceylan avec le présidet en 1936.

Le Conseil d'État était composé de 58 membres, dont 50 sont élus au suffrage universel et 8 nommés par le gouverneur.

### Président du Conseil d'État
- Alfred Francis Molamure (1931–34)[2]
- Forester Augustus Obeysekera (en) (1934–35)[2]
- Sir Waitialingm Duraiswamy (en) (1936–47)[2]

### Officier de l'État
- Chief Secretary de Ceylan (en)
- Legal Secretary de Ceylan (en)
- Financial Secretary de Ceylan (en)

### Leaders of the House
- Sir Don Baron Jayatilaka (1931–42)[3]
- Don Stephen Senanayake (1942–47)[3]

### Ministres du Conseil d'État
- Premier conseil des ministres de Ceylan (en) (1931–35)
- Second conseil des ministres de Ceylan (en) (1936–47)

### Greffier du Conseil d'État
Le greffier du Conseil d'État était le plus haut fonctionnaire administratif du conseil et un fonctionnaire apolitique.
- G. N. Farquhar, CCS (en) (1930–1932)
- V. Coomaraswamy (en), CCS (1932–1933)
- E. W. Kannangara (en), CCS (1933–1940)
- D. C. R. Gunawardana, CCS (1940–1947)
- R. St. L. P. Deraniyagala (en), CBE (1947)

### Membres du Conseil d'État
- Membres du 1er Conseil d'État de Ceylan (en)
- Membres du 2e Conseil d'État de Ceylan (en)

## Édifice du Conseil d'État

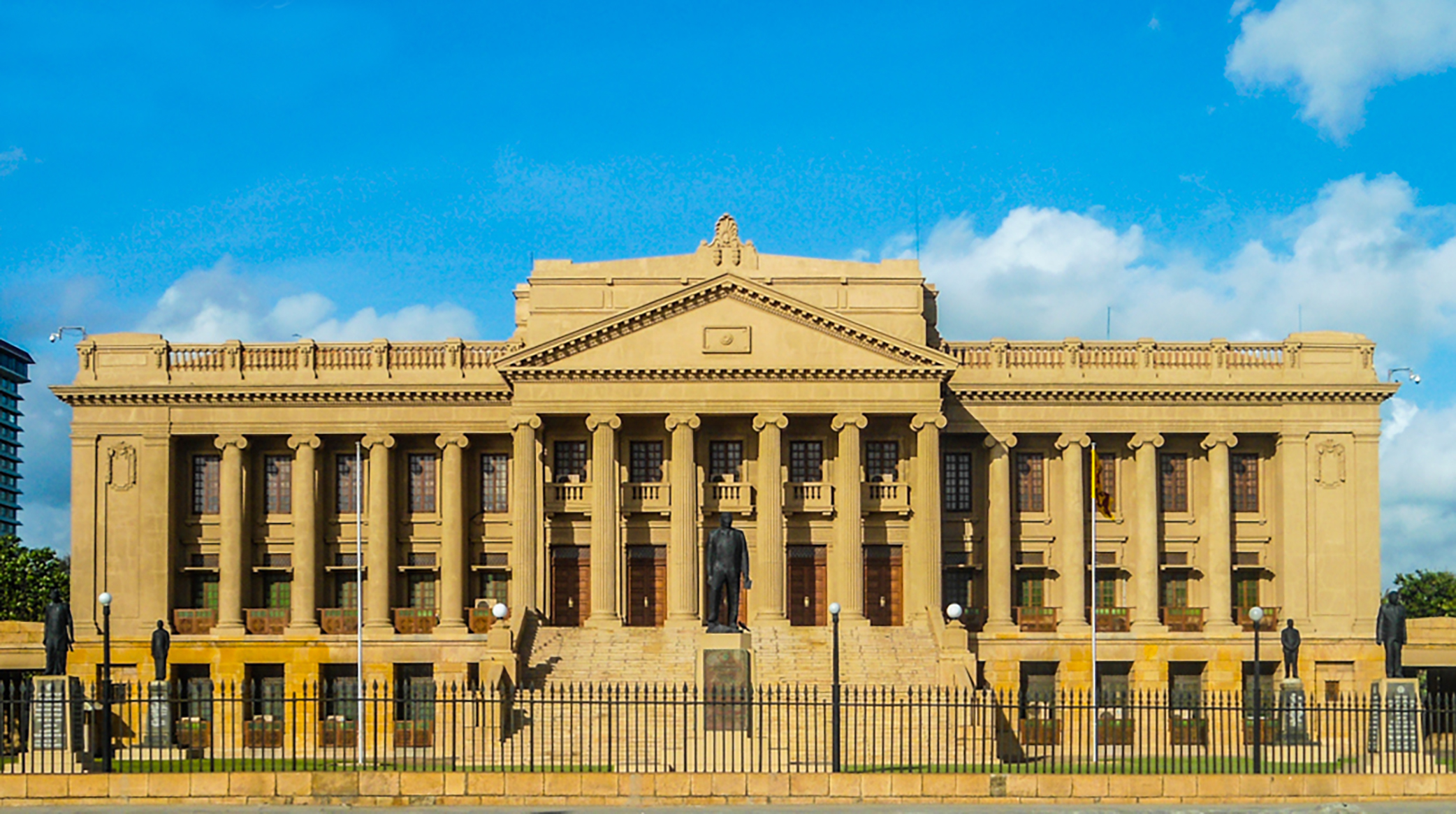
Photo du Old Parliament Building en juillet 2014.

L'édifice du Conseil d'État est situé dans le secteur de Galle Face Green de Colombo. Il était également lieu de réunion des chambres succédant au Conseil d'État, soit la Chambre des représentants de Ceylan (en), l'Assemblée nationale d'État (en) et le Parlement du Sri Lanka jusqu'en 1982. L'édifice est maintenant connu sur le nom de Old Parliament Building et abrite le Secrétariat présidentiel (en).